# The Young Turks
The Young Turks (TYT; в переводе — Младотурки) — американская либерально-прогрессивная программа на социальные и политические темы. Программу ведут Дженк Уйгур и Ана Каспарян; у неё есть сеть связанных программ, принадлежащих одноимённой компании. TYT была основана Уйгуром в 2002 г. как ток-шоу на радио Sirius Satellite Radio.
The Young Turks заявляет о себе как о «крупнейшем новостном онлайн-шоу в мире». В июле 2014 года просмотры передачи составляли 2 миллиарда. На канале YouTube шоу предлагает к просмотру материалы, предназначенные только для Интернета. В апреле 2012 года просмотры канала составляли 750,000 в день, а к ноябрю достигли 1,400,000 просмотров в день. 